# بيلي ستيفنز
بيلي ستيفنز (بالإنجليزية: Billy Stevens)‏ هو لاعب كرة قدم أمريكية أمريكي، ولد في 27 أغسطس 1945 في غالفستون في الولايات المتحدة.

## وصلات خارجية
- بيلي ستيفنز على موقع مرجع كرة القدم المحترفة.كوم (الإنجليزية)